# Erik Harley
Erik Harley Martínez Lavado (Tarrasa, 9 de agosto de 1993), conocido como Erik Harley, es un investigador, divulgador y artista español especializado en estudios urbanos y artes visuales. Es célebre por su divulgación del pormishuevismo, empleando Internet para la divulgación arquitectónica desde un punto de vista humorístico y de crítica social.

## Trayectoria
Harley se graduó en Bellas Artes, especializándose en escultura, por la Universidad de Barcelona en 2015, donde obtuvo la mejor calificación de su promoción. Posteriormente, completó un posgrado en Estudios Urbanos en 2018 y diversos cursos relacionados con el comisariado y las políticas de la periferia. Ha sido guía en eventos como el ARCO Gallery Weekend y ha traducido contenido para estudios de arquitectura. Su trabajo como artista también se refleja en exposiciones individuales y colectivas en ciudades como París, Madrid y Barcelona, en las que ha explorado temas como la periferia, la identidad urbana y las transformaciones del espacio público. También ha trabajado en instituciones culturales como el Museo de Arte Contemporáneo de Barcelona (MACBA), donde supervisó eventos y programas públicos, y ha desarrollado proyectos para la Generalidad de Cataluña y para el centro cultural Tabakalera de San Sebastián.
En 2019, Harley comenzó a emplear su perfil de Instagram para compartir ejemplos problemáticos de arquitectura en una serie de videos divulgativos virales y en 2020 inició un programa de 12 rutas artísticas en varias ciudades españolas mostrando casos paradigmáticos de especulación urbanística y despilfarro público, a caballo entre la visita guiada y el monólogo humorístico.
Estas iniciativas giran en torno a la divulgación del pormishuevismo, un falso movimiento artístico que Harley acuñó inspirado en la película Huevos de oro de Bigas Luna, con el que denuncia de manera simbólica y crítica los proyectos especulativos, gentrificadores y corruptos desarrollados en España.
Harley ha colaborado con diversos medios de comunicación, utilizando su conocimiento en estudios urbanos para abordar problemáticas relacionadas con la arquitectura, la especulación inmobiliaria y el uso de recursos públicos.
Desde 2021, ha colaborado en El intermedio en La Sexta, realizando reportajes sobre corrupción inmobiliaria. Además, ha participado en programas de radio como Avui Sortim de RNE4, A Media Mañana de Radio Nacional de España (RNE) o El Matí de Catalunya Ràdio, entre otros. Y, desde 2024, colabora con Podría ser peor, magazine radiofónico nocturno de RNE. En estos espacios, Harley analiza el despilfarro económico y proyectos de construcción controvertidos, como el del Hotel El Algarrobico, la Ciudad de la Justicia de Madrid o Eurovegas, como ejemplos de intervenciones urbanísticas fallidas.
Harley también es presentador desde 2021 en varios pódcast como Oficina Periferia o Preferiría Saberlo, en Podimo, donde profundiza en temas de urbanismo y sociedad y entrevista a personalidades de la política, la arquitectura y el activismo social.
Harley ha publicado varios libros en los que combina la crítica social con un enfoque divulgativo. El primero de ellos, De Pelotazo en Pelotazo. Salseo, despilfarro y pormishuevismo en el fútbol español, publicado en 2021, analiza la historia de veinte clubes españoles cuyos presidentes han bordeado los límites legales y económicos. En 2023, publicó la guía Pormishuevismo: Rutas por la España del ladrillo con 12 recorridos en los que se explora el despilfarro de dinero público en construcciones emblemáticas y costosas, como exposiciones universales, rascacielos junto al mar, rotondas e instalaciones olímpicas.
Harley también ha participado en mesas redondas e impartido conferencias en instituciones académicas, como la Escuela Técnica Superior de Arquitectura de Madrid, la Escuela de Arte Superior y Diseño La Llotja de Barcelona o el Instituto de Arquitectura de Euskadi en San Sebastián; así como de carácter cultural, como el Museo Guggenheim de Bilbao o la Fundación Mies Van der Rohe de Barcelona.

## El pormishuevismo
El pormishuevismo es una sátira de movimiento artístico que fundó Erik Harley en el año 2019. El término pormishuevismo deriva de la expresión coloquial española «por mis huevos», que se traduce aproximadamente como «porque sí» o «porque me da la gana», reflejando una actitud de desafío y autoafirmación en las personas que llevan a cabo las obras a las que hace referencia; normalmente arquitectos, ingenieros civiles, políticos y empresarios.

## Reconocimientos
A lo largo de su trayectoria, Harley ha recibido diversos premios y distinciones que destacan su labor como divulgador e investigador. En 2023, fue galardonado con el Premio Especial de la Redacción de AD como Divulgador del Año, de la revista Architectural Digest España. Ese mismo año, fue también nominado como Divulgador Revelación por TikTok España.

## Obra
- 2016 – El Milagro Gipuzkoa. Huella de la arquitectura desarrollista. ISBN 9788461767014.
- 2021 – De Pelotazo en Pelotazo. Salseo, despilfarro y pormishuevismo en el fútbol español. Penguin Random Cómics. ISBN 9788419441201.
- 2023 – Pormishuevismo. Rutas por la España del ladrillo. (Guía de viaje) Editorial Anaya. ISBN 978-8491586234.
- 2023 – Pormishuevismo. Un movimiento artístico. Blackie Books. ISBN 978-84-19654-41-0.